# Xylocopa sogdiana
Xylocopa sogdiana är en biart som beskrevs av Popov och Ponomareva 1961. Xylocopa sogdiana ingår i släktet snickarbin, och familjen långtungebin. Inga underarter finns listade i Catalogue of Life.